# Mordor (macula)
Pour les articles homonymes, voir Mordor (homonymie).
Mordor est le nom informel donné à la macula (région sombre, de faible albédo) situé au pôle Nord de Charon, la plus grande lune de Pluton. Sa couleur pourrait provenir d'un dépôt de tholin,.

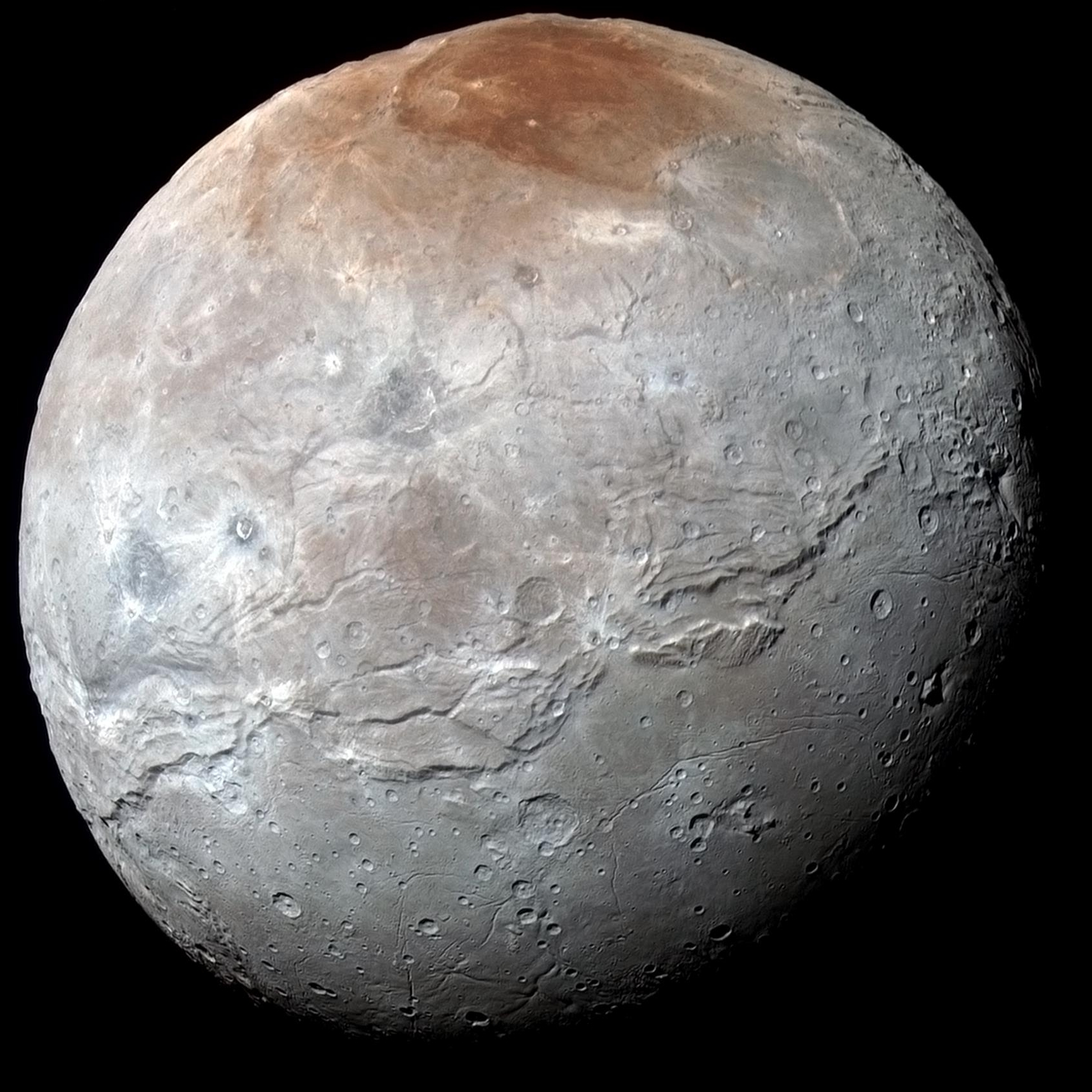
Charon en fausses couleurs. Mordor est clairement visible.